# Aulospongus samariensis
Aulospongus samariensis är en svampdjursart som beskrevs av Hooper, Lehnert och Zea 1999. Aulospongus samariensis ingår i släktet Aulospongus och familjen Raspailiidae.
Artens utbredningsområde är havet utanför Colombia. Inga underarter finns listade i Catalogue of Life.